# Communauté d'agglomération du Grand Avignon
Pour les articles homonymes, voir Avignon (homonymie).
Le Grand Avignon est une communauté d'agglomération française, située sur les départements de Vaucluse et du Gard en régions Provence-Alpes-Côte d'Azur et Occitanie, autour de la ville d'Avignon.
Elle a été mise en place le 31 décembre 2000. Avec une population de 198 133 habitants en 2022, sur une superficie de 302,60 km2, elle regroupe 16 communes.

## Historique
Le 22 décembre 2000, avec date d'effet le 31 décembre 2000, le Grand Avignon est créé et succède à une communauté de communes qui existait depuis 1995. Lors de sa création, il était composé d'Avignon, Le Pontet, Morières-lès-Avignon, Saint-Saturnin-lès-Avignon, Caumont-sur-Durance, Vedène, Villeneuve-lès-Avignon et Jonquerettes.
Le 1er janvier 2003, trois villes intègrent le Grand Avignon : Velleron, Rochefort-du-Gard et Les Angles.
Le 1er janvier 2004, la ville de Saze fait son entrée dans le Grand Avignon.
Le 1er janvier 2009, la ville d'Entraigues-sur-la-Sorgue entre dans le Grand Avignon.
Le 18 avril 2011, lors de la réunion de la CDCI, le préfet de Vaucluse présente sa carte des EPCI avec un développement du Grand Avignon jusqu'à Orange. Le projet fût rapidement annulé.
Le 1er janvier 2014, deux villes intègrent dans le Grand Avignon : Pujaut et Sauveterre.
Le 9 avril 2014, Jean-Marc Roubaud (maire de Villeneuve-lès-Avignon) devient le second président du Grand Avignon, il succède à Marie-Josée Roig.
Le 1er janvier 2017, ce sont les villes de Roquemaure et Montfaucon qui rejoignent le Grand Avignon.
Le 1er janvier 2018, la ville de Montfaucon quitte le Grand Avignon.
Le 17 avril 2019, Patrick Vacaris (conseiller municipal de Rochefort-du-Gard) devient le troisième président du Grand Avignon, il succède à Jean-Marc Roubaud à la suite de sa démission.
Le 9 juillet 2020, à la suite des élections municipales, une majorité entre la droite et l'extrême droite est constituée afin de diriger l'agglomération d'Avignon. Joël Guin, maire de Vedène, est élu Président de l'agglomération d'Avignon avec 39 voix (grâce aux voix de la droite et du Rassemblement national), la maire socialiste d'Avignon, Cécile Helle n'obtenant que 29 voix.

## Territoire communautaire

### Géographie
Situé à cheval sur deux départements (le Gard et le Vaucluse et de fait sur deux régions (l'Occitanie et Provence Alpes Côte d'Azur), le territoire du Grand Avignon est à la confluence du Rhône et de la Durance.
Le paysage du Grand Avignon est diversifié avec un cœur urbain à forte densité démographique formé par la ville d'Avignon et sa banlieue nord : Le Pontet, Vedène, Sorgues (qui ne fait pas partie du territoire). A l'ouest, de l'autre côté du Rhône les communes de Villeneuve lès Avignon et Les Angles sont également des communes urbaines à forte croissance démographique. Elles sont séparées d'Avignon par les iles fluviales Piot-Barthelasse et l'ile de la Motte qui présentent un paysage agricole et semi-naturel classé Natura 2000 et ZNIEFF (Zone naturelle d'intérêt écologique, faunistique et floristique).
Il reste encore un paysage agricole dans le Grand Avignon même si celui-ci connait un étalement urbain et a plutôt tendance à devenir périurbain.
Le territoire compte également de nombreux reliefs parmi lesquels on compte l'espace naturel sensible de la colline de Piécaud entre la Chartreuse de Bompas au bord de la Durance, près de Caumont sur Durance et la commune de Vedène côté Vaucluse. Côté Gard, le Plateau de Vallongue est couramment appelé "la Montagne" est le relief dominant sur la majorité des communes. Les communes gardoises vivent essentiellement d'une activité viticole.

Ailleurs le relief est présent de façon ponctuelle avec le colline de Mourgues et le fort St André à Villeneuve, le Rocher des Doms à Avignon Centre, le Mont de Vergues à Avignon-Montfavet, le colline Sainte Anne à Vedène, la Sève et La Montagne à Entraigues sur la Sorgue et enfin les débuts des Monts de Vaucluse à Velleron.

### Communes membres
La communauté d'agglomération est composée des 16 communes suivantes :

| Nom                        | Code Insee | Gentilé           | Superficie (km2) | Population (dernière pop. légale) | Densité (hab./km2) |
| -------------------------- | ---------- | ----------------- | ---------------- | --------------------------------- | ------------------ |
| Avignon (siège)            | 84007      | Avignonnais       | 64,91            | 91 760 (2022)                     | 1 414              |
| Les Angles                 | 30011      | Anglois           | 17,64            | 8 694 (2022)                      | 493                |
| Caumont-sur-Durance        | 84034      | Caumontois        | 18,23            | 5 499 (2022)                      | 302                |
| Entraigues-sur-la-Sorgue   | 84043      | Entraiguois       | 16,57            | 8 888 (2022)                      | 536                |
| Jonquerettes               | 84055      | Jonquerettois     | 2,57             | 1 597 (2022)                      | 621                |
| Morières-lès-Avignon       | 84081      | Moriérois         | 10,35            | 8 996 (2022)                      | 869                |
| Le Pontet                  | 84092      | Pontetiens        | 10,77            | 17 985 (2022)                     | 1 670              |
| Pujaut                     | 30209      | Pujaulains        | 23,5             | 3 911 (2022)                      | 166                |
| Rochefort-du-Gard          | 30217      | Rochefortais      | 34,03            | 8 067 (2022)                      | 237                |
| Roquemaure                 | 30221      | Roquemauriens     | 26,22            | 5 528 (2022)                      | 211                |
| Saint-Saturnin-lès-Avignon | 84119      | Saint-Saturninois | 6,25             | 5 211 (2022)                      | 834                |
| Sauveterre                 | 30312      | Sauveterrois      | 13,09            | 2 013 (2022)                      | 154                |
| Saze                       | 30315      | Sazains           | 12,6             | 2 097 (2022)                      | 166                |
| Vedène                     | 84141      | Vedènais          | 11,18            | 11 799 (2022)                     | 1 055              |
| Velleron                   | 84142      | Velleronnais      | 16,39            | 3 138 (2022)                      | 191                |
| Villeneuve-lès-Avignon     | 30351      | Villeneuvois      | 18,27            | 12 950 (2022)                     | 709                |

### Démographie
| 1968    | 1975    | 1982    | 1990    | 1999    | 2010    | 2015    | 2021    |
| ------- | ------- | ------- | ------- | ------- | ------- | ------- | ------- |
| 125 423 | 141 088 | 152 835 | 163 682 | 171 934 | 187 253 | 192 582 | 194 858 |

## Administration

### Siège
Le siège du Grand Avignon est situé au 320 chemin des Meinajaries à Avignon, au sein d'Avignon Technopôle Agroparc.

### Les élus
Le conseil communautaire de la communauté d'agglomération se compose de 73 conseillers, représentant chacune des communes membres et élus pour une durée de six ans.
Ils sont répartis comme suit :
| Nombre de conseillers | Communes                                                                      |
| --------------------- | ----------------------------------------------------------------------------- |
| 34                    | Avignon                                                                       |
| 6                     | Le Pontet                                                                     |
| 4                     | Vedène, Villeneuve-lès-Avignon                                                |
| 3                     | Les Angles, Entraigues-sur-la-Sorgue, Morières-lès-Avignon, Rochefort-du-Gard |
| 2                     | Caumont-sur-Durance, Pujaut, Roquemaure, Saint-Saturnin-lès-Avignon, Velleron |
| 1 (+1 suppléant)      | Jonquerettes, Sauveterre, Saze                                                |

### Présidence
| Période                                  | Période        | Identité          | Étiquette   | Qualité                                   |
| ---------------------------------------- | -------------- | ----------------- | ----------- | ----------------------------------------- |
| 1er janvier 2001                         | 9 avril 2014   | Marie-Josée Roig  | UMP         | Maire d'Avignon                           |
| 9 avril 2014                             | 17 avril 2019  | Jean-Marc Roubaud | UMP puis LR | Maire de Villeneuve-lès-Avignon           |
| 17 avril 2019                            | 9 juillet 2020 | Patrick Vacaris   | LR          | Conseiller Municipal de Rochefort-du-Gard |
| 9 juillet 2020                           | En cours       | Joël Guin         | DVD         | Maire de Vedène (2008- )                  |
| Les données manquantes sont à compléter. |                |                   |             |                                           |

### Vice-présidence
Le conseil communautaire compte quinze vice-présidents, ils sont élus par ce même conseil et reçoivent une délégation de fonctions.
| Nom                  | Mandat ou Fonction                             | Délégation                                                   |
| -------------------- | ---------------------------------------------- | ------------------------------------------------------------ |
| Joël Peyre           | Conseiller Municipal d'Avignon                 | Renouvellement urbain et politique de la ville               |
| Jean-Firmin Bardisa  | Conseiller Municipal du Pontet                 | Travaux : voirie et bâtiments                                |
| Xavier Belleville    | Adjoint au Maire de Villeneuve-lès-Avignon     | Finances et cohésion communautaire                           |
| Guy Moureau          | Maire d'Entraigues-sur-la-Sorgue               | Économie soutenable et solidaire                             |
| Jean-Louis Banino    | Maire des Angles                               | Ressources humaines                                          |
| Annick Dubois        | Conseillère Municipale de Morières-lès-Avignon | Habitat et Gens du voyage                                    |
| Patrick Sandevoir    | Conseiller Municipal de Rochefort-du-Gard      | Eau potable et Assainissement collectif                      |
| Philippe Inderbitzin | Conseiller Municipal de Roquemaure             | Attractivité touristique                                     |
| Claude Morel         | Maire de Caumont-sur-Durance                   | Spectacles vivants                                           |
| Serge Malen          | Maire de Saint-Saturnin-lès-Avignon            | Assainissement non collectif et eaux pluviales urbaines      |
| Guy David            | Adjoint au Maire de Pujaut                     | Conservatoire à rayonnement régional                         |
| Philippe Armengol    | Maire de Velleron                              | Transition écologique - Eau, Air et Diversité                |
| Yvan Bourelly        | Maire de Saze                                  | Gestion des milieux aquatiques et prévention des inondations |
| Jacques Demanse      | Maire de Sauveterre                            | Transition énergétique et valorisation des déchets           |
| Daniel Bellegarde    | Maire de Jonquerettes                          | Mobilité durable                                             |

### Compétences
La communauté d'agglomération exerce de plein droit, en lieu et place des villes membres l'ensemble des compétences suivantes :
- Développement économique (Soutien des activités industrielles, commerciales ou de l'emploi, soutien des activités agricoles et forestières...)
- Tourisme
- Transports urbains
- Collecte et traitement des déchets des ménages et déchets assimilés
- Eau (Traitement, adduction, distribution)
- Hydraulique
- Assainissement collectif
- Qualité de l'air
- Protection et mise en valeur de l'environnement
- Création, aménagement, entretien et gestion de zone d'activités industrielle, commerciale, tertiaire, artisanale ou touristique
- Création, aménagement, entretien et gestion de zone d'activités portuaire ou aéroportuaire
- Construction ou aménagement, entretien, gestion d'équipements ou d'établissements culturels, socioculturels, socioéducatifs, sportifs d'intérêt communautaire
- Activités culturelles ou socioculturelles
- Schéma de cohérence territoriale (SCOT)
- Création, aménagement, entretien de la voirie d'intérêt communautaire
- Programme local de l'habitat
- Droit de préemption urbain (DPU) pour la mise en œuvre de la politique communautaire d'équilibre social de l'habitat
- GEMAPI (Gestion des milieux aquatiques et de la prévention des inondations)

### Transports
Le Grand Avignon est également chargé des transports en commun. Il est délégué à l'exploitation du réseau Orizo sur l'intégralité de son territoire.
Le réseau Orizo propose une offre :
- de tramway ;
- de bus à haut niveau de service, appelée Chron'hop ;
- de lignes de bus régulières ;
- de lignes de bus à la demande, appelée Allobus ;
- de lignes de bus scolaire ;
- ainsi que de vélos en libre-service, appelée Vélopop'.

### Autres adhésions
- Syndicat mixte pour la valorisation des déchets du pays d'Avignon
- Syndicat mixte des eaux de la région Rhône Ventoux
- Syndicat mixte aménagement, gestion, entretien du canal de Vaucluse
- Syndicat mixte pour la restauration, la gestion, l'usage et l'entretien des Sorgues (S.O.R.G.U.E.S)
- Syndicat mixte études et concertation pour le développement du bassin de vie d'Avignon
- Syndicat mixte pour le financement de l'aménagement et du développement de l'aérodrome d'Avignon (syndicat mixte dissous en 2009)
- Syndicat mixte du bassin de vie d'Avignon